# Charles Laughton
Pour les articles homonymes, voir Laughton.
Charles Laughton est un acteur et réalisateur britannique né le 1er juillet 1899 à Scarborough (Yorkshire), naturalisé américain en 1950 et mort le 15 décembre 1962 à Hollywood. Il a également participé à l'élaboration de quelques scénarios, produit quelques films et donné des lectures d'œuvres.
L'âge venant, il utilise de plus en plus souvent son physique dans son jeu et assoit sa réputation grâce, entre autres, à ses interprétations du capitaine Bligh dans Les Révoltés du Bounty et de Quasimodo dans le film du même nom qui font de lui une des figures les plus respectées du septième art. Il est le réalisateur d'un unique long métrage, La Nuit du chasseur, considéré comme un classique du cinéma.

## Biographie
Fils d'une famille d'hôteliers, Charles Laughton travaille dans l'entreprise familiale à partir de 1915, mais est vite appelé à participer à la Première Guerre mondiale. De retour, il reprend son emploi avant d'intégrer en 1925 la Royal Academy of Dramatic Art de Londres. En 1926, il fait ses débuts sur scène et en 1928 dans des films muets inspirés d'histoires de H. G. Wells. C'est ainsi qu'il rencontre l'actrice Elsa Lanchester qu'il épousera en 1929 et avec laquelle il jouera dans plusieurs pièces de théâtre et dans une dizaine de films, dont La Vie privée d'Henry VIII (1933), Rembrandt (1936), Vessel of Wrath (1938), La Grande Horloge (1948) ou encore Témoin à charge (1957) où elle interprète le rôle de son infirmière sadique.

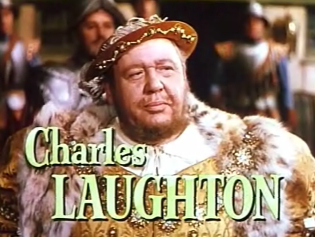
Charles Laughton dans La Reine vierge

En 1931 il débute sur la scène new-yorkaise dans Payment deferred (Paiement différé). En 1932 le couple s'installera définitivement aux États-Unis et il tournera la même année son premier film américain, The Old Dark House (Une soirée étrange) avec Boris Karloff. Tout en menant une carrière cinématographique, il multiplie ses interventions théâtrales : entre 1944 et 1945 il fait la connaissance de Bertolt Brecht qu'il pousse à travailler sur une version américaine de La Vie de Galilée dont il effectue la traduction et qui sera mis en scène en 1947 et dont sera tiré un court-métrage. Après la Seconde Guerre mondiale, il apparaît dans plusieurs pièces de Shakespeare à Stratford-upon-Avon, et fait des lectures radiophoniques et des enregistrements d'œuvres aussi diverses que la Bible (en 1959) ou Les Clochards célestes (The Dharma Burms) de Jack Kerouac, en passant par Mr. Pickwick's Christmas de Charles Dickens (en 1944). Il participe aussi à des documentaires et à plusieurs séries télévisées en tant qu'invité.
Dans les années 1950, il rencontre quelques difficultés lors de la chasse aux sorcières menée par le sénateur Joseph McCarthy. Durant cette même période il donne des cours à Shelley Winters comme élève. Il utilise dans ses cours des chansons de Billie Holiday pour illustrer les techniques vocales.

Il s'essaye à la réalisation lors du tournage de L'Homme de la tour Eiffel quand Burgess Meredith, le réalisateur en titre qui tient aussi un rôle dans le film, joue une scène. C'est en 1955 qu'il réalise son unique film, The Night of the Hunter (La Nuit du chasseur), avec Robert Mitchum dans le rôle principal, film noir sous forme de conte moral, à l'atmosphère étrange et à l'éclairage très étudié mais qui ne rencontre pas à sa sortie le succès espéré. Refroidi par cet échec, il n'en fera pas d'autre et ce n'est que bien plus tard que ce film sera considéré comme un des chefs-d'œuvre du cinéma.

## Physique et personnalité

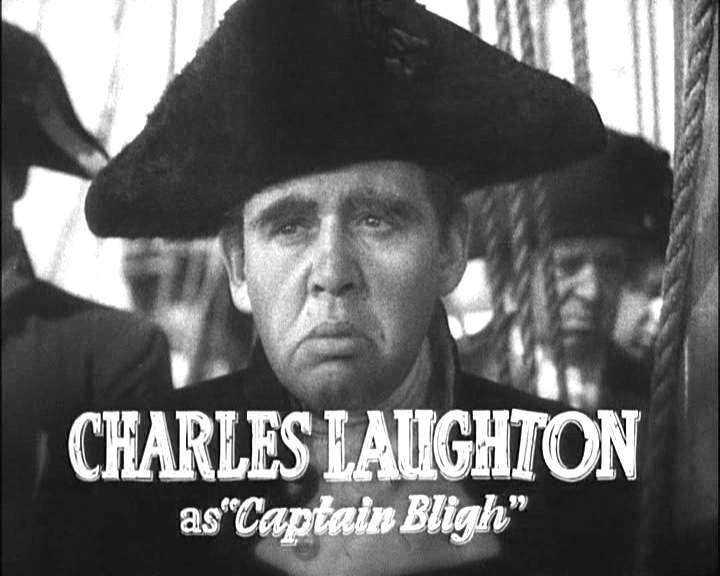
Charles Laughton dans Les Révoltés du Bounty.

D'un physique ingrat, Charles Laughton incarne souvent la monstruosité morale ou physique (Quasimodo, Henri VIII, le capitaine Bligh dans Les Révoltés du Bounty). Il disait de lui-même : « J'ai un visage qui ressemble à l'arrière-train d'un éléphant. » ou encore « J'ai un visage qui arrêterait un cadran solaire. », mots qui en disent long sur l'estime qu'il portait à son physique. Ce dégoût de lui-même ne fait qu'exacerber sa sensibilité dans la manière dont il approche ses personnages et lui donne un jeu d'acteur qui suscite l'admiration.
Amateur de peinture vers la fin de sa vie, admirateur inconditionnel de Nicolas de Staël, il achète plusieurs œuvres de cet artiste au moment où celui-ci n'est pas encore connu, révélant par là même un autre aspect de sa personnalité. Il possédait aussi une oeuvre de Pierre Auguste Renoir, ce qui renforça les liens d’amitié et de complicité qu'il put avoir avec le fils de celui-ci, Jean Renoir, lorsqu'il tourna sous sa direction dans Vivre libre (This Land Is Mine).

## Théâtre

### Acteur
- 1926 : Le Revizor (The Revizor) de Nicolas Gogol : première apparition, débuts sur la scène londonienne (pièce aussi connue sous The Government Inspector)
- 1928 : Alibi adapté du roman Le Meurtre de Roger Ackroyd d'Agatha Christie : policier, il est le premier acteur à jouer le détective Hercule Poirot
- 1931 : Paiement différé (Payment Deferred) adapté du roman de C. S. Forester : débuts sur la scène new-yorkaise
- 1932 : The Fatal Alibi adapté du roman Le Meurtre de Roger Ackroyd d'Agatha Christie : policier, Laughton est aussi à la direction (version américaine de Alibi)
- 1947 : La Vie de Galilée (Galileo) de Bertolt Brecht
- 1950 : La Cerisaie (The Cherry Orchard) d'Anton Tchekhov
- 1951 puis 1952 : Don Juan aux enfers (Don Juan in Hell), troisième acte de Man and Superman de George Bernard Shaw : drame, Laughton est aussi à la direction
- 1956 à 1957 : Major Barbara de George Bernard Shaw : comédie, Laughton est aussi à la direction
- 1959 : Le Roi Lear (King Lear) de William Shakespeare : tragédie classique

### Metteur en scène
- 1932 : The Fatal Alibi adapté du roman Le Meurtre de Roger Ackroyd d'Agatha Christie : policier, Laughton joue aussi dans la pièce
- 1951 puis 1952 : Don Juan aux enfers (Don Juan in Hell), troisième acte de Man and Superman de George Bernard Shaw : drame, Laughton joue aussi dans la pièce
- 1953 : John Brown's Body adapté par Laughton de Stephen Vincent Benét : avec Judith Anderson
- 1954 à 1955 : Ouragan sur le Caine (The Caine Mutiny – Court-Martial) adapté du roman d'Herman Wouk : drame, avec Henry Fonda, adapté au cinéma en 1954 par Edward Dmytryk
- 1956 à 1957 : Major Barbara de George Bernard Shaw : comédie, Laughton joue aussi dans la pièce

### Producteur
- 1955 : 3 for Tonight : revue musicale, avec Harry Belafonte

## Filmographie
Sauf mention contraire, les films sont des réalisations américaines et en noir et blanc.

### Acteur
- 1928 : Daydreams d'Ivor Montagu (Royaume-Uni) : court métrage muet, avec Elsa Lanchester
- 1928 : Blue Bottles d'Ivor Montagu (Royaume-Uni) : court métrage muet, comédie policière, avec Elsa Lanchester
- 1929 : Piccadilly d'Arnold Bennett (Royaume-Uni) : drame policier
- 1930 : Wolves d'Albert de Courville (Royaume-Uni) : court métrage, drame policier
- 1931 : Down River de Peter Godfrey (Royaume-Uni) : policier
- 1932 : Payment Deferred de Lothar Mendes : drame, adaptation de la pièce qu'il a joué précédemment, premier film aux États-Unis
- 1932 : Une soirée étrange (The Old Dark House) de James Whale : épouvante (aussi connu sous La Maison de la mort)
- 1932 : Le Signe de la croix (The Sign of the Cross) de Cecil B. DeMille : péplum dramatique
- 1932 : Le Démon du sous-marin (Devil and the Deep) de Marion Gering : drame
- 1932 : Si j'avais un million (If I had a Million) de James Cruze, H. Bruce Humberstone, Ernst Lubitsch, Norman Z. McLeod, Lothar Mendes, Stephen Roberts, William A. Seiter et Norman Taurog : série de courts métrages, comédie dramatique
- 1932 : L'Île du docteur Moreau (Island of Lost Souls) d'Erle C. Kenton : fantastique (titre de travail : The Island of Dr Moreau)
- 1933 : La Vie privée d'Henry VIII (The Private Life of Henry VIII) d'Alexander Korda (Royaume-Uni) : historique
- 1933 : Le Fou des îles (White Woman) de Stuart Walker : drame
- 1934 : Miss Barrett (The Barretts of Wimpole Street) de Sidney Franklin : drame romantique (Forbidden Alliance : titre TV US)
- 1935 : Les Misérables de Richard Boleslawski : drame classique
- 1935 : Les Révoltés du Bounty (Mutiny on the Bounty) de Frank Lloyd : aventure dramatique
- 1935 : L'Extravagant Mr Ruggles (Ruggles of Red Gap) de Leo McCarey : comédie
- 1936 : Rembrandt d'Alexander Korda (Royaume-Uni) : drame
- 1937 : I, Claudius de Denis Kavanagh et Josef von Sternberg (Royaume-Uni) : péplum dramatique, non achevé
- 1938 : Vessel of Wrath d'Erich Pommer (Royaume-Uni) : drame (The Beachcomber : titre américain)
- 1938 : Vedettes du pavé (St. Martin's Lane) de Tim Whelan (Royaume-Uni) : comédie (Sidewalks of London : titre américain)
- 1939 : Quasimodo (The Hunchback of Notre Dame) de William Dieterle : drame classique, premier film à la RKO (aussi connu sous Quasimodo, le bossu de Notre-Dame)
- 1939 : La Taverne de la Jamaïque (Jamaica Inn) d'Alfred Hitchcock (Royaume-Uni) : aventure dramatique (aussi connu sous L'Auberge de la Jamaïque)
- 1940 : Drôle de mariage (They Knew What They Wanted) de Garson Kanin : drame romantique
- 1941 : Ève a commencé (It Started with Eve) de Henry Koster : comédie
- 1942 : Six destins (Tales of Manhattan) de Julien Duvivier : comédie dramatique (titre de travail : Stars Over Manhattan)
- 1942 : Le Cargo des innocents (Stand By for Action) de Robert Z. Leonard : film de guerre, drame (Cargo of Innocents : titre anglais)
- 1942 : Tamara de Tahiti (The Tuttles of Tahiti) de Charles Vidor : comédie
- 1943 : Le Héros du Pacifique (The Man from Down Under) de Robert Z. Leonard : drame
- 1943 : Vivre libre (This Land is Mine) de Jean Renoir : guerre, drame
- 1943 : Et la vie recommence de René Clair, Edmund Goulding, Cedric Hardwicke, Frank Lloyd, Victor Saville, Robert Stevenson et Herbert Wilcox : film à sketches, drame
- 1944 : Le Suspect (The Suspect) de Robert Siodmak : policier dramatique
- 1944 : Le Fantôme de Canterville (The Canterville Ghost) de Jules Dassin et Norman Taurog : comédie fantastique
- 1944 : Passport to Destiny de Ray McCarey : guerre, comédie, n'apparaît que sur une photographie (aussi connu sous Passport to Adventure)
- 1945 : Le Capitaine Kidd (Captain Kidd), de Rowland V. Lee : aventure
- 1946 : Par sa faute (Because of Him) de Richard Wallace : comédie (titre de travail : Catherine the Last)
- 1947 : La Vie de Galilée (Galileo) de Ruth Berlau et Joseph Losey : court métrage, adaptation de la pièce de Bertolt Brecht qu'il a joué précédemment
- 1947 : Le Procès Paradine (The Paradine Case) d'Alfred Hitchcock : drame
- 1948 : La Grande Horloge (The Big Clock) de John Farrow : policier dramatique
- 1948 : The Girl from Manhattan d'Alfred E. Green : drame
- 1948 : Arc de triomphe (Arch of Triumph) de Lewis Milestone : drame romantique
- 1949 : L'Île au complot (The Bribe) de Robert Z. Leonard : suspense
- 1950 : L'Homme de la tour Eiffel (The Man on the Eiffel Tower) de Burgess Meredith, Charles Laughton et Irving Allen (États-Unis/France) : policier, d'après La Tête d'un homme de Georges Simenon
- 1951 : La Femme au voile bleu (The Blue Veil) de Curtis Bernhardt : drame
- 1951 : Le Château de la terreur (The Strange Door) de Joseph Pevney : horreur (titre complet : Robert Louis Stevenson's The Strange Door)
- 1952 : La Sarabande des pantins (O. Henry's Full House) d'Henry Hathaway, Howard Hawks, Henry King, Jean Negulesco et Henry Koster qui dirige le sketch The Cop and the Anthem dans lequel joue Laughton aux côtés de Marilyn Monroe : drame en cinq sketches (titre de travail : Baghdad on the Subway, titre anglais : Full House)
- 1952 : Abbott et Costello rencontrent le capitaine Kidd (Abbott and Costello Meet Captain Kidd) de Charles Lamont : comédie musicale, couleur
- 1953 : Salomé (Salome) de William Dieterle : péplum dramatique, couleur (aussi connu sous Salome, The Dance of the Seven Veils)
- 1953 : La Reine vierge (Young Bess) de George Sidney : drame historique, couleur
- 1953 : This Is Charles Laughton : séries TV, noir et blanc
- 1954 : Chaussure à son pied (Hobson's Choice) de David Lean (Royaume-Uni) : comédie dramatique
- 1956 : The Ed Sullivan Show
- 1957 : Témoin à charge (Witness for the Prosecution) de Billy Wilder
- 1960 : Spartacus de Stanley Kubrick : drame historique, couleur (Spartacus : Rebel Against Rome : titre de l'affiche)
- 1960 : Sous dix drapeaux (Under Ten Flags Sotto dieci bandiere) de Duilio Coletti (Italie/États-Unis)
- 1962 : Tempête à Washington (Advise and Consent) d'Otto Preminger

### Réalisateur
- 1949 : L'Homme de la tour Eiffel (The Man of the Eiffel Tower) de Burgess Meredith, Charles Laughton et Irving Allen — Irving Allen ne fait que les trois premiers jours de tournage, Laughton dirige quand Meredith est devant la caméra (non crédité)
- 1955 : La Nuit du chasseur (The Night of the Hunter)

### Scénariste
- 1938 : Vedettes du pavé (St. Martin's Lane) de Tim Whelan (Royaume-Uni) : (Sidewalks of London : titre américain), participe à l'élaboration du scénario
- 1947 : La Vie de Galilée (Galileo) de Ruth Berlau et Joseph Losey : effectue la traduction de la pièce de Bertolt Brecht
- 1955 : La Nuit du chasseur (The Night of the Hunter)

### Producteur
- 1938 : Vessel of Wrath d'Erich Pommer (Royaume-Uni)
- 1938 : Vedettes du pavé (St. Martin's Lane) de Tim Whelan (Royaume-Uni)
- 1939 : La Taverne de la Jamaïque (Jamaica Inn) d'Alfred Hitchcock (Royaume-Uni)

## Distinctions

### Récompenses
- Oscars 1934 : Meilleur acteur pour La Vie privée d'Henry VIII
- New York Film Critics Circle 1936 : Meilleur acteur pour Les Révoltés du Bounty et L'Extravagant Mr Ruggles
- David di Donatello 1958 : Meilleur acteur étranger pour Témoin à charge
- 1960 : Étoile sur le Walk of Fame, catégorie cinéma, au 7021 Hollywood Boulevard

### Nominations
- Oscars 1936 : Meilleur acteur pour Les Révoltés du Bounty
- Oscars 1958 : Meilleur acteur pour Témoin à charge
- Golden Globes 1958 : Meilleur acteur dans un film dramatique pour Témoin à charge
- BAFTA 1959 : Meilleur acteur étranger pour Témoin à charge
- BAFTA 1963 : Meilleur acteur étranger pour Tempête à Washington

## Citations
- « À chaque fois que j'entre dans un restaurant, je n'ai pas seulement droit à une soupe mais aussi à une imitation du capitaine Bligh. »
- « Les acteurs de La Methode produisent une photographie. Les vrais acteurs produisent une peinture à l'huile. »

## Anecdotes
- En 1941, au début du tournage de It Started with Eve (Ève a commencé), un assistant aurait déclaré que si Jonathan Reynolds Senior (rôle principal du film joué par Laughton) avait vécu deux siècles plus tôt, il aurait pu être un grand pirate, voire le capitaine Kidd. Laughton interprétera ce personnage quelques années plus tard (1945) dans le film éponyme.
- Il est caricaturé par Albert Uderzo et René Goscinny dans l'album des Aventures d'Astérix, La Serpe d'or, sous les traits de Gracchus Pleindastus, préfet romain de Lutèce et chef du réseau de trafiquants de serpes d'or. L'album sort en 1960 dans la revue Pilote, la même année que le film Spartacus de Stanley Kubrick dans lequel joue Charles Laughton. Le nom du personnage de Gracchus Pleindastus est lui-même un clin d'œil au film dans lequel il tient le rôle du sénateur corrompu Sempronius Gracchus.
- Pour interpréter son rôle dans Tempête à Washington, il s'inspire d'un véritable sénateur, John C. Stennis (Mississippi) en écoutant des enregistrements de l'homme politique et s'imprègne de l'accent et du rythme de ses paroles.

## Publication
- (en) Bertolt Brecht, Galileo, traduction de Charles Laughton, éditions Grove/Atlantic, 1991.